# Cmentarz ewangelicko-augsburski przy ulicy Sopockiej w Łodzi
Cmentarz ewangelicko-augsburski przy ulicy Sopockiej w Łodzi – cmentarz powstały w 1924 roku w Łodzi.
Cmentarz powstał w 1924 dla parafii ewangelickiej w Rudzie Pabianickiej. Współcześnie jest nekropolią parafii ewangelicko-augsburskiej św. Mateusza, która zezwala na pochówki zmarłych wyznania rzymskokatolickiego. W 1986 spoczęły tu szczątki ekshumowanych z likwidowanego cmentarza ewangelicko-augsburskiego przy ul. Felsztyńskiego tzw. cmentarza Wiznera, tu również przeniesiono część zabytkowych nagrobków.
Cmentarz został wpisany do gminnej ewidencji zabytków miasta Łodzi.